# Gertrude de Nivelles
Pour les articles homonymes, voir Sainte Gertrude.
Sainte Gertrude de Nivelles, née à Landen vers 626 et décédée à Nivelles le 17 mars 659, est une moniale et sainte franque. Première abbesse de l'Abbaye de Nivelles, elle est la fondatrice et sainte patronne de la ville de Nivelles en province de Brabant wallon (Belgique). Sa fête liturgique est célébrée le 17 mars. 
Sa châsse est portée en procession dans les rues de Nivelles chaque année, soit le 29 Septembre (Fête de l'Archange Saint Michel) soit le dimanche qui suit le 29 Septembre.

## Biographie
Née en 626, elle est la fille de Pépin de Landen et d'Itte Idoberge (sainte Itte), et donc la sœur de Begge d'Andenne (sainte Begge) et de Grimoald Ier. Son père, maire du palais de Dagobert Ier roi d'Austrasie, est l'ancêtre de Charles Martel, de Pépin le Bref et de Charlemagne,. Dès son adolescence, elle témoigne d'une disposition d'esprit profondément religieuse qui lui fait refuser les prétendants qui lui sont présentés. À la mort de son père, sa mère Itte, sur le conseil de saint Amand, transforme le château familial en monastère mixte dont elle devient la première abbesse.
L'aristocratie austrasienne tente de s'opposer à la fondation, pour éviter que des domaines importants tombent sous le contrôle de l'église, ou pour éviter que la famille des Pépinides n'augmente son prestige par cette fondation. Pour éviter que Gertrude ne soit enlevée et mariée de force, elle coupe elle-même la chevelure de sa fille, afin de montrer à tous la détermination de sa fille à renoncer au mariage et à entrer en religion.
Peu après la fondation du monastère, elle cède sa place à sa fille qui devient abbesse. Gertrude s’implique beaucoup dans la vie religieuse. Elle se lie d’amitié avec les saints moines irlandais, Feuillen et saint Ultan. Animée d'une insatiable soif de savoir, elle recherche une connaissance approfondie des Saintes Écritures : le saint moine Feuillen lui est d'une aide particulière dans cette étude des Écritures. C'est de Gertrude que Saint Feuillen recevra le terrain de Fosses où il s'établira. Reste que Gertrude est surtout reconnue et aimée pour l’aide qu’elle apporte aux plus démunis. Elle élève également sa nièce sainte Vulfetrude et une jeune fille du nom d'Agnès.
Les nombreux jeûnes qu'elle avait pratiqués la diminuent physiquement si bien qu'à l'âge de trente ans elle laisse la direction de l'abbaye à sa nièce Vulfetrude qui devient abbesse. Elle meurt trois ans plus tard, à l'âge de 33 ans, le 17 mars 659.

## Généalogie
|                                                 |                                                 |                                                 |                                                 |                                                 |                                                 |                                           |                                           |                                           |                                           |                                         |                                         |                                               |                                               |                                               |                                               |                                               |                                               |                                            |                                            |                                            |                                            |                                      |                                      |                                      |                                      |  |  |  |  |  |  |  |  |  |  |  |  |  |  |  |  |  |  |  |  |
|                                                 |                                                 |                                                 |                                                 |                                                 |                                                 |                                           |                                           | Pépin de Landen († 640) maire du palais   | Pépin de Landen († 640) maire du palais   | Pépin de Landen († 640) maire du palais | Pépin de Landen († 640) maire du palais | Pépin de Landen († 640) maire du palais       | Pépin de Landen († 640) maire du palais       |                                               |                                               | Itte Idoberge († 652) 1re abbesse Nivelles    | Itte Idoberge († 652) 1re abbesse Nivelles    | Itte Idoberge († 652) 1re abbesse Nivelles | Itte Idoberge († 652) 1re abbesse Nivelles | Itte Idoberge († 652) 1re abbesse Nivelles | Itte Idoberge († 652) 1re abbesse Nivelles |                                      |                                      |                                      |                                      |  |  |  |  |  |  |  |  |  |  |  |  |  |  |  |  |  |  |  |  |
|                                                 |                                                 |                                                 |                                                 |                                                 |                                                 |                                           |                                           | Pépin de Landen († 640) maire du palais   | Pépin de Landen († 640) maire du palais   | Pépin de Landen († 640) maire du palais | Pépin de Landen († 640) maire du palais | Pépin de Landen († 640) maire du palais       | Pépin de Landen († 640) maire du palais       |                                               |                                               | Itte Idoberge († 652) 1re abbesse Nivelles    | Itte Idoberge († 652) 1re abbesse Nivelles    | Itte Idoberge († 652) 1re abbesse Nivelles | Itte Idoberge († 652) 1re abbesse Nivelles | Itte Idoberge († 652) 1re abbesse Nivelles | Itte Idoberge († 652) 1re abbesse Nivelles |                                      |                                      |                                      |                                      |  |  |  |  |  |  |  |  |  |  |  |  |  |  |  |  |  |  |  |  |
|                                                 |                                                 |                                                 |                                                 |                                                 |                                                 |                                           |                                           |                                           |                                           |                                         |                                         |                                               |                                               |                                               |                                               |                                               |                                               |                                            |                                            |                                            |                                            |                                      |                                      |                                      |                                      |  |  |  |  |  |  |  |  |  |  |  |  |  |  |  |  |  |  |  |  |
|                                                 |                                                 |                                                 |                                                 |                                                 |                                                 |                                           |                                           |                                           |                                           |                                         |                                         |                                               |                                               |                                               |                                               |                                               |                                               |                                            |                                            |                                            |                                            |                                      |                                      |                                      |                                      |  |  |  |  |  |  |  |  |  |  |  |  |  |  |  |  |  |  |  |  |
|                                                 |                                                 |                                                 |                                                 | Grimoald (° v. 615 † 657) maire du palais       | Grimoald (° v. 615 † 657) maire du palais       | Grimoald (° v. 615 † 657) maire du palais | Grimoald (° v. 615 † 657) maire du palais | Grimoald (° v. 615 † 657) maire du palais | Grimoald (° v. 615 † 657) maire du palais |                                         |                                         | Gertrude (° v. 625 † 659) 2e abbesse Nivelles | Gertrude (° v. 625 † 659) 2e abbesse Nivelles | Gertrude (° v. 625 † 659) 2e abbesse Nivelles | Gertrude (° v. 625 † 659) 2e abbesse Nivelles | Gertrude (° v. 625 † 659) 2e abbesse Nivelles | Gertrude (° v. 625 † 659) 2e abbesse Nivelles |                                            |                                            | Begga († 693) x Ansegisel domestique       | Begga († 693) x Ansegisel domestique       | Begga († 693) x Ansegisel domestique | Begga († 693) x Ansegisel domestique | Begga († 693) x Ansegisel domestique | Begga († 693) x Ansegisel domestique |  |  |  |  |  |  |  |  |  |  |  |  |  |  |  |  |  |  |  |  |
|                                                 |                                                 |                                                 |                                                 | Grimoald (° v. 615 † 657) maire du palais       | Grimoald (° v. 615 † 657) maire du palais       | Grimoald (° v. 615 † 657) maire du palais | Grimoald (° v. 615 † 657) maire du palais | Grimoald (° v. 615 † 657) maire du palais | Grimoald (° v. 615 † 657) maire du palais |                                         |                                         | Gertrude (° v. 625 † 659) 2e abbesse Nivelles | Gertrude (° v. 625 † 659) 2e abbesse Nivelles | Gertrude (° v. 625 † 659) 2e abbesse Nivelles | Gertrude (° v. 625 † 659) 2e abbesse Nivelles | Gertrude (° v. 625 † 659) 2e abbesse Nivelles | Gertrude (° v. 625 † 659) 2e abbesse Nivelles |                                            |                                            | Begga († 693) x Ansegisel domestique       | Begga († 693) x Ansegisel domestique       | Begga († 693) x Ansegisel domestique | Begga († 693) x Ansegisel domestique | Begga († 693) x Ansegisel domestique | Begga († 693) x Ansegisel domestique |  |  |  |  |  |  |  |  |  |  |  |  |  |  |  |  |  |  |  |  |
|                                                 |                                                 |                                                 |                                                 |                                                 |                                                 |                                           |                                           |                                           |                                           |                                         |                                         |                                               |                                               |                                               |                                               |                                               |                                               |                                            |                                            |                                            |                                            |                                      |                                      |                                      |                                      |  |  |  |  |  |  |  |  |  |  |  |  |  |  |  |  |  |  |  |  |
| Childebert III l'Adopté († 662) roi d'Austrasie | Childebert III l'Adopté († 662) roi d'Austrasie | Childebert III l'Adopté († 662) roi d'Austrasie | Childebert III l'Adopté († 662) roi d'Austrasie | Childebert III l'Adopté († 662) roi d'Austrasie | Childebert III l'Adopté († 662) roi d'Austrasie |                                           |                                           | Vulfetrude († 669) 3e abbesse Nivelles    | Vulfetrude († 669) 3e abbesse Nivelles    | Vulfetrude († 669) 3e abbesse Nivelles  | Vulfetrude († 669) 3e abbesse Nivelles  | Vulfetrude († 669) 3e abbesse Nivelles        | Vulfetrude († 669) 3e abbesse Nivelles        |                                               |                                               |                                               |                                               |                                            |                                            | Carolingiens                               | Carolingiens                               | Carolingiens                         | Carolingiens                         | Carolingiens                         | Carolingiens                         |  |  |  |  |  |  |  |  |  |  |  |  |  |  |  |  |  |  |  |  |

## Culte et vénération

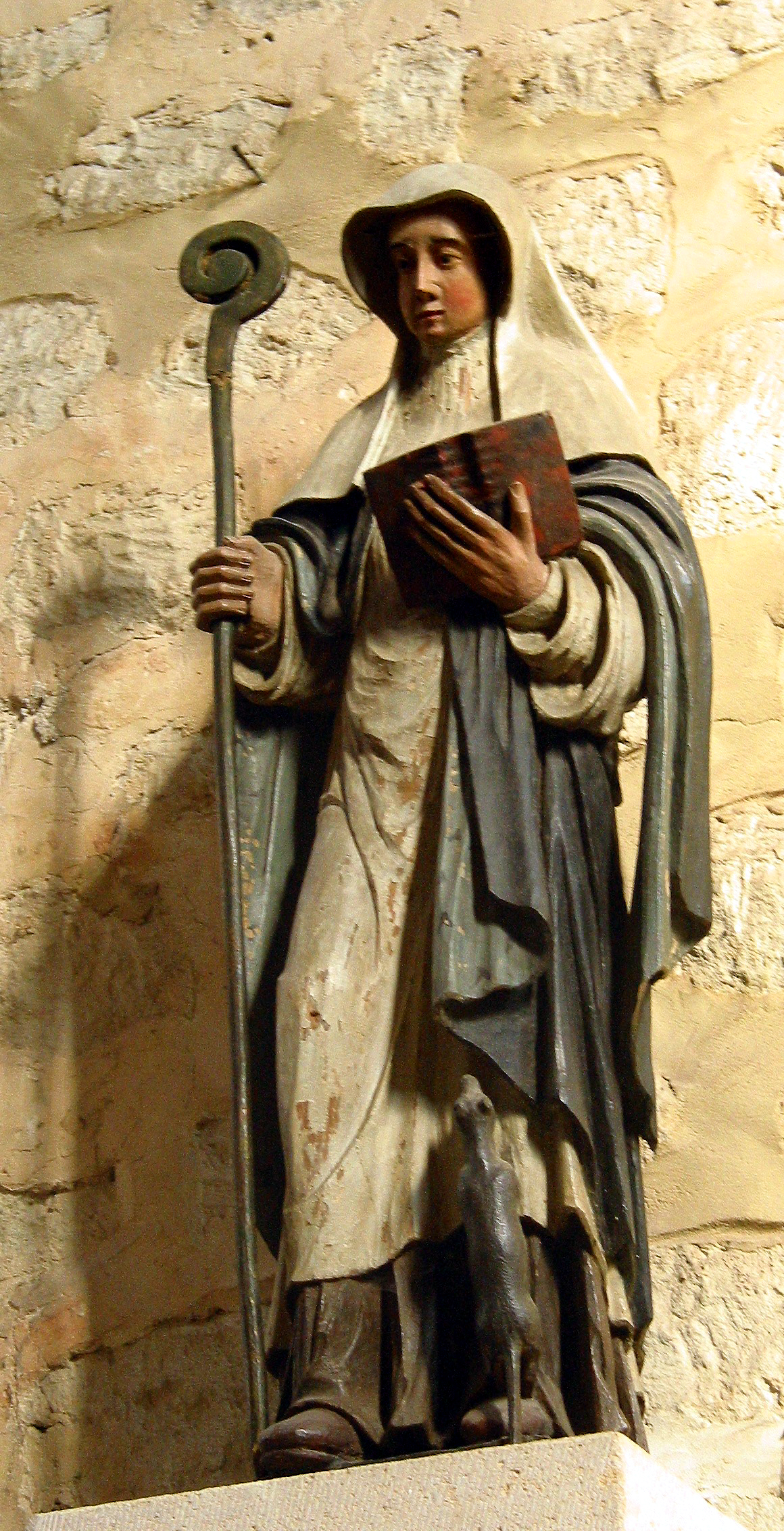
Statue de sainte Gertrude (Collégiale Sainte-Gertrude de Nivelles).

Ses restes sont inhumés dans l'église abbatiale de saint Pierre, qui prend le nom d'église Sainte-Gertrude au Xe siècle. De Nivelles, le culte de sainte Gertrude se répand dans le Brabant occidental, puis dans le Brabant septentrional dans les actuels Pays-Bas et le long des vallées du Rhin, de la Moselle, de l'Oise et de l'Aisne. Puis des pèlerins diffusent son culte dans toute l'Europe, si bien qu'elle devient la sainte patronne des voyageurs et que de nombreuses églises, chapelles et hôpitaux le long des grands axes commerciaux du Saint-Empire sont placés sous son patronage.
De la seconde moitié du XIe siècle jusqu'au XIVe siècle, un usage germanique, appelé Gertrudisminne, consistait à boire une coupe de vin en l'honneur de sainte Gertrude avant de partir en voyage ou dans une expédition militaire. Cet usage provient d'un légende la concernant : un jour, elle envoya certains moines irlandais en mission pour un long voyage en mer, leur assurant sa protection. Attaqués par un monstre marin, ils le firent disparaître en invoquant la sainte.

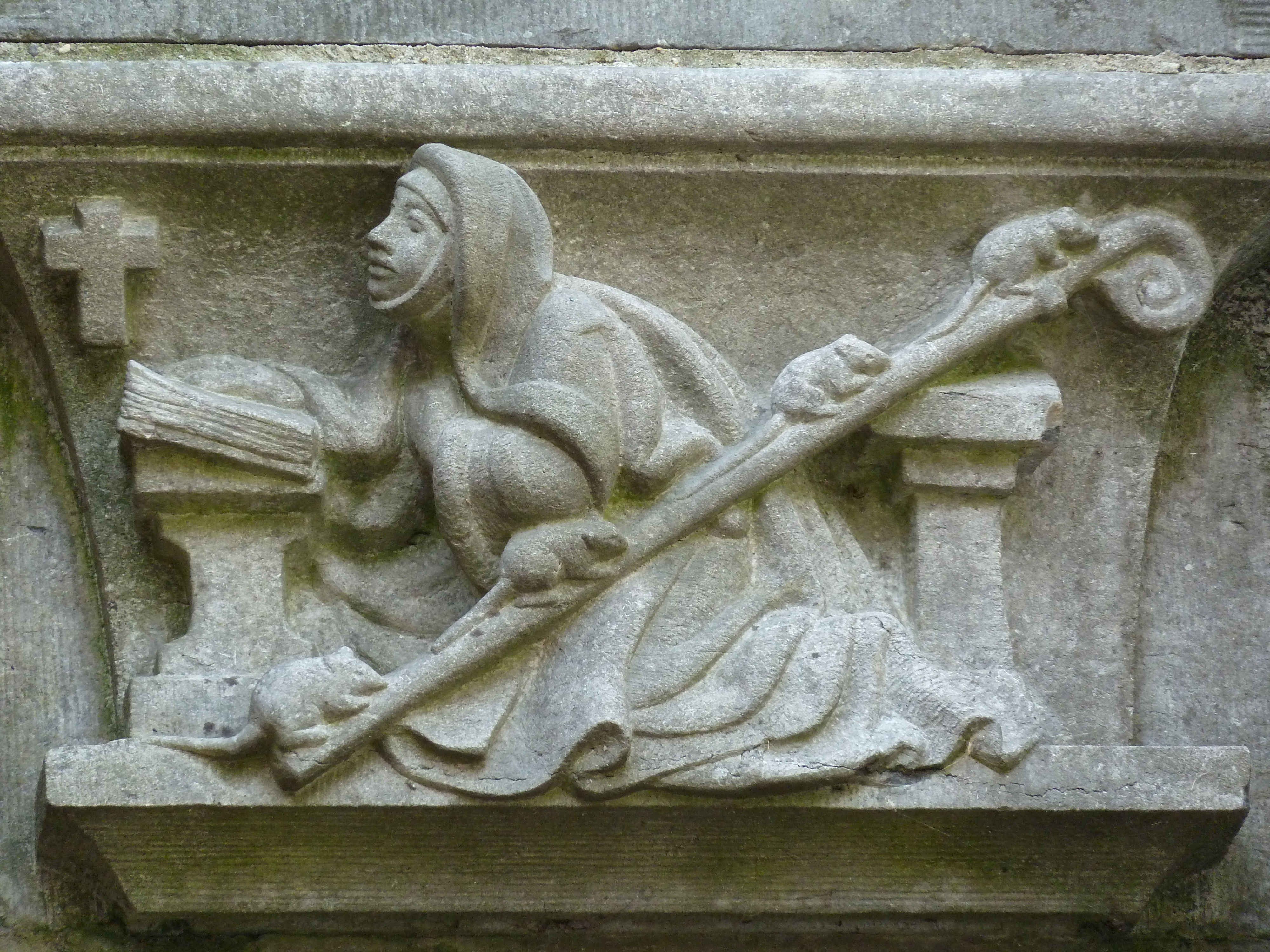
Bas-relief représentant Sainte-Gertrude et des rats ou souris à Utrecht.

Au XVe siècle, cette même légende fait qu'elle est invoquée contre la fièvre, les invasions de rats et de souris dans les Pays-Bas, en Alsace et en Catalogne. Elle est également la protectrice des chats et devient à cette époque la patronne des fileuses parce que celles-ci avaient interdiction de filer le 17 mars, date où les travaux d'hiver cessaient, ainsi que celle des jardiniers, car les travaux agricoles reprenaient vers cette même date. (Pour rappel, le 17 mars est le jour où l'on célèbre sainte Gertrude.) Dans les Pays-Bas, la Rhénanie et l'Espagne, elle est représentée avec une crosse d'abbesse et un ou plusieurs rongeurs à ses pieds, parfois avec une couronne princière. En Alsace et dans le sud de l'Allemagne, les artistes préfèrent la représenter en nonne avec une quenouille et des rongeurs, tandis que les scandinaves et les Allemands du nord préfèrent la représenter avec une église ou un hôpital.
Dans l'iconographie médiévale, elle est déjà associée aux rats ou aux souris. Des rats et des souris lui grimpent le long de la robe ou encore le long de la crosse qu'elle tient,,.
Elle est d'ailleurs rendue célèbre par ce pouvoir d'éloigner ces rongeurs. Pour se débarrasser des rats, l'on pouvait, selon une superstition lorraine, réciter cette phrase : « Rat, rate ou souriate, souviens-toi que sainte Gertrude est morte pour toi dans un coffre de fer rouge ; je te conjure, au nom du grand Dieu vivant, de t’en aller hors de mes bâtiments et héritages ».
Selon certaines sources, si elle est représentée avec des rats et des souris, c'est peut-être parce que l'on a voulu symboliser le diable dont Gertrude parvient à triompher. Mais de nombreuses théories sont avancées. Notamment une, qui dit qu'en fait ce serait l'eau du puits de l'église répandue sur les champs et les maisons qui les aurait protégées.
En raison de sa complicité avec les chats qui serait également, en toute logique, à l'origine de sa puissance d'intercession pour faire fuir les rongeurs sous son invocation, le gallican abbé Julio recommandait, dans son livre de "prières liturgiques", d'invoquer Sainte-Gertrude pour guérir ou retrouver les chats perdus ; c'est aussi pour cette raison que des artistes ont également représenté la Sainte accompagnée d'un chat ou de plusieurs chats.
De nos jours, Sainte Gertrude est toujours vénérée chaque année dans la ville de Nivelles.

## Gertrude et Nivelles

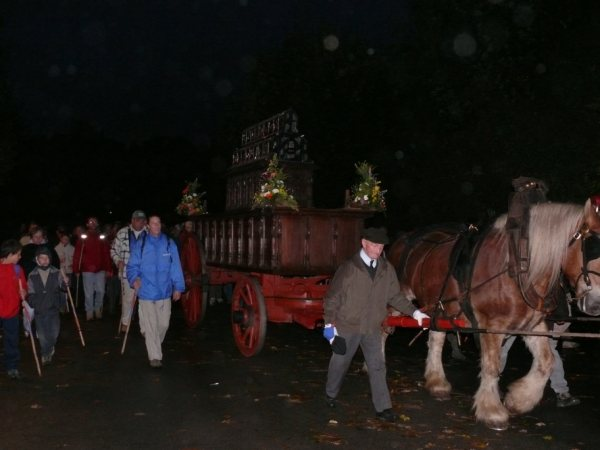
Tour Sainte Gertrude.

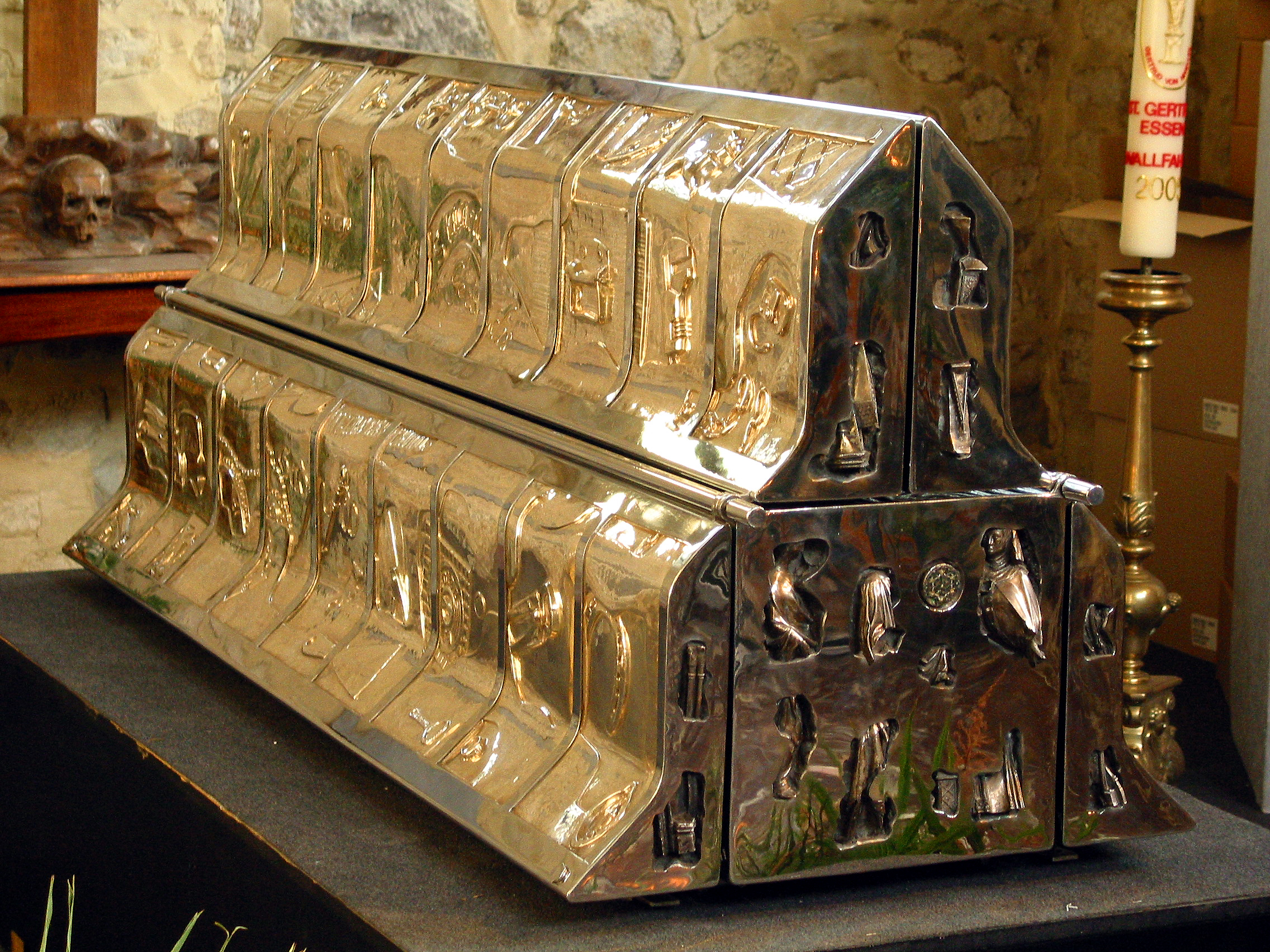
Châsse de sainte Gertrude contemporaine
(dans sa position châsse classique).

Autour de l'abbaye de Nivelles s'est développée une ville devenue importante vers 1220.
L'église Sainte-Gertrude est devenue une collégiale qui anime toujours le cœur de Nivelles. Les reliques de sainte Gertrude y sont conservées dans une châsse.
Lors du Tour Sainte Gertrude, la châsse de la sainte est transportée sur un char en procession dans la ville et à travers champs en suivant un parcours de plusieurs kilomètres correspondant au trajet qu'effectuait l'abbesse pour rendre visite aux malades et aux pauvres. Cette procession annuelle, se déroulant le dimanche suivant la saint Michel, trouve ses origines au XIIIe siècle et atteint son apogée au XVe siècle. Aujourd'hui, elle attire encore de mille à deux mille pèlerins.

### Patrimoine de Gertrude et Seconde Guerre mondiale
Le 14 mai 1940, alors que commence la Bataille de France, le centre-ville est bombardé par l'aviation du Troisième Reich :
- la flèche gothique de la collégiale Sainte-Gertrude, touchée par une bombe incendiaire, s'effondre en flamme. Dès 1948, des travaux de restauration de la collégiale sont entamés. Exécutés en plusieurs campagnes, ils sont achevés en 1984. À cette occasion, l'édifice retrouve son style entièrement roman, tel qu'il était lorsque l'avant-corps à abside fut construit à la fin du XIIe siècle contre l'église abbatiale (du XIe siècle) ;
- la châsse de sainte Gertrude, joyau de l'art gothique, laissée dans sa cachette que l'on croyait sûre, fond sous l'effet de la chaleur de l'incendie de la collégiale. Les reliques de la sainte pourront heureusement être récupérées. Plutôt que de restaurer la châsse, trop abimée, il fut décidé d'en confier la construction d'une nouvelle à Félix Roulin en 1978. Cette nouvelle châsse, appelée contemporaine, contient des fragments de l'ancienne châsse sur ses parois avant et arrière, et est constituée d'un élément central contenant les reliques et de quatre éléments articulés permettant de lui faire prendre trois formes (horizontale, châsse classique et verticale) suivant les circonstances ;
- les bâtiments de l'abbaye sont détruits et ne seront pas reconstruits. Seuls ont été épargnés et conservés les cloîtres du XIIIe siècle autour desquels a été construit le nouvel hôtel de ville remplaçant ainsi les murs de l'abbaye qui fermaient l'extérieur des cloîtres (avec, au sud, le mur de la collégiale).

## Inspiration littéraire
- Nathalie Stalmans, La Conjuration des Fainéants : La loi des innocents, Terre de brume, 2008, 277 p. (ISBN 978-2-84362-389-9).